# Liste der Naturdenkmale im Main-Taunus-Kreis
Die Liste der Naturdenkmale im Main-Taunus-Kreis nennt die Listen der in den Städten und Gemeinden im Main-Taunus-Kreis gelegenen Naturdenkmale.
| Ort                  | Liste                                           | Anzahl der Naturdenkmale |
| -------------------- | ----------------------------------------------- | ------------------------ |
| Bad Soden am Taunus  | Liste der Naturdenkmale in Bad Soden am Taunus  | 08                       |
| Eppstein             | Liste der Naturdenkmale in Eppstein             | 04                       |
| Eschborn             | Liste der Naturdenkmale in Eschborn             | 02                       |
| Flörsheim am Main    | Liste der Naturdenkmale in Flörsheim am Main    | 02                       |
| Hattersheim am Main  | Liste der Naturdenkmale in Hattersheim am Main  | 03                       |
| Hochheim am Main     | Liste der Naturdenkmale in Hochheim am Main     | 01                       |
| Hofheim am Taunus    | Liste der Naturdenkmale in Hofheim am Taunus    | 18                       |
| Kelkheim (Taunus)    | Liste der Naturdenkmale in Kelkheim (Taunus)    | 03                       |
| Kriftel              | [ 2 ]                                           |                          |
| Liederbach am Taunus | Liste der Naturdenkmale in Liederbach am Taunus | 01                       |
| Sulzbach (Taunus)    | Liste der Naturdenkmale in Sulzbach (Taunus)    | 02                       |
| Schwalbach am Taunus | Liste der Naturdenkmale in Schwalbach am Taunus | 01                       |

## Belege und Anmerkungen
1. ↑  
Naturdenkmale im Main-Taunus-Kreis (Stand September 2014). (pdf; 18,8 MB) in Umweltbericht Main-Taunus-Kreis 2014. Main-Taunus-Kreis; Der Kreisausschuss; Amt für Bauen und Umwelt, September 2014, S. 30–32, archiviert vom Original (nicht mehr online verfügbar) am 21. April 2016; abgerufen am 17. April 2016.
2. ↑  
kein Naturdenkmal gemeldet